# Dębno
Dębno là một thị trấn thuộc huyện Myśliborski, tỉnh Zachodniopomorskie ở tây-bắc Ba Lan. Thị trấn có diện tích 20 km². Đến ngày 1 tháng 1 năm 2011, dân số của thị trấn là 13862 người và mật độ 711 người/km².